# Митфорд, Джессика
Джессика Митфорд (англ. Jessica Mitford; 11 сентября 1917 — 22 июля 1996) — британско-американская журналистка, общественная деятельница, писательница. Представительница британского аристократического семейства Митфорд.

## Биография
Одна из шести сестёр Митфорд. Была шестым ребёнком в семье Давида Бертрама Огилви Фримена-Митфорда, 2-го барона Редсдейла, и его жены Сидни Митфорд. У неё было пятеро сестёр: Нэнси (1904—1973), Памела (1907—1994), Диана (1910—2003), Юнити Валкири (1914—1948) и Дебора (1920—2014), а также брат Томас (1909—1945). Как и её сёстры, получила домашнее образование.
В юности была сторонницей коммунистических идей в противоположность своим сёстрам Юнити и Диане, которые были почитательницами Гитлера и придерживались идеологии национал-социализма. Когда она делила со старшей сестрой Юнити комнату, она была мелом поделена пополам. Одна сторона была украшена серпами и молотами и фотографиями Ленина, а другая — свастиками и рисунками Адольфа Гитлера.
Вышла замуж за своего троюродного брата Эсмонда Ромилли, британского социалиста и антифашиста, участника интернациональных бригад во время гражданской войны в Испании. В 1939 году они переехали в США. Во время Второй мировой войны Ромилли добровольцем записался на службу в Королевские военно-воздушные силы Канады, он погиб в ноябре 1941 года, его самолёт сбили над Северным морем.
Джессика вышла замуж второй раз — за американского юриста, сына венгерских иммигрантов, Роберта Тройхафта; вместе они занимались защитой гражданских прав. Оба до 1958 года состояли в Коммунистической партии США, откуда вышли в связи с тем, что в текущей политической ситуации было больше возможности бороться за справедливость вне партии и из-за разочарования в СССР после раскрытия Хрущёвым сталинских преступлений.
С 1960-х годов участвовала в движении за гражданские права афроамериканцев и начала заниматься расследовательской журналистикой. Автор нескольких книг, в том числе «Достопочтенные и бунтари», «Американский способ смерти», «Суд над доктором Споком».
Дружила с Филипом Тойнби.
Умерла в Калифорнии в возрасте 78 лет.

## Оценки
Джоан Роулинг (автор книг о Гарри Поттере)  говорила, что мемуары Джессики Митфорд произвели на неё большое впечатление, она назвала свою дочь Джессику в честь неё.
Певец Дэвид Боуи называл книгу Митфорд «Американский способ смерти» одной из своих любимых книг.